# William L. Dayton

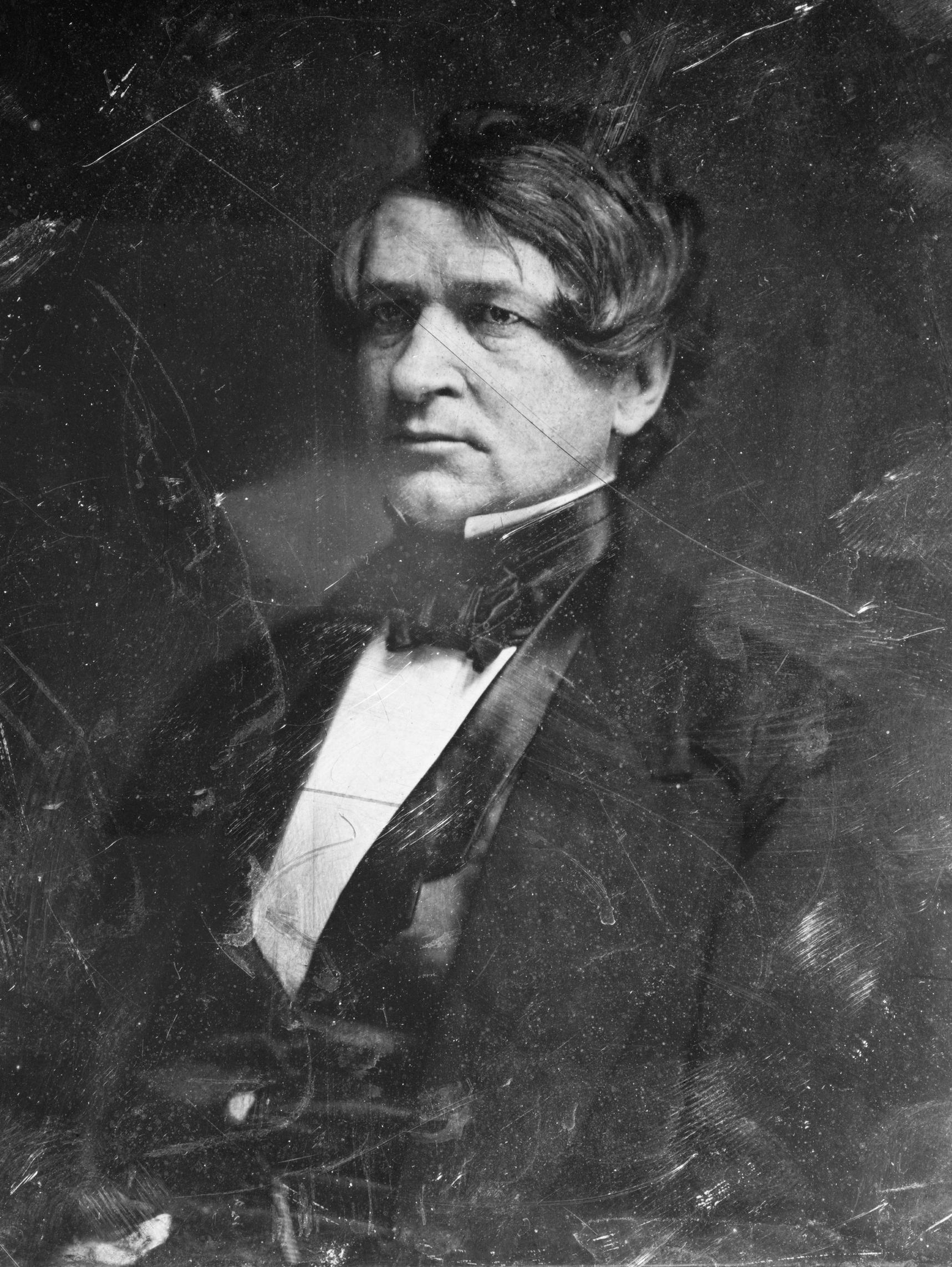
William L. Dayton, zwischen 1844 und 1860

William Lewis Dayton (* 17. Februar 1807 in Basking Ridge, New Jersey; † 1. Dezember 1864 in Paris) war ein US-amerikanischer Politiker. Von 1842 bis 1851 war er Mitglied des Senats der Vereinigten Staaten.

## Leben
Es besteht eine entfernte Verwandtschaft zwischen William Lewis Dayton und dem ehemaligen Sprecher des Repräsentantenhauses und Unterzeichner der Verfassung der Vereinigten Staaten, Jonathan Dayton (1760–1824). William Dayton wurde 1807 als Sohn des Farmers Joel Dayton geboren. Er machte 1825 am damaligen College von New Jersey seinen Schulabschluss (heute ist diese Schule die Princeton University) und arbeitete als Anwalt in Freehold Borough.

## Karriere
Dayton wurde 1837 für die Whigs in den Senat von New Jersey gewählt und arbeitete im folgenden Jahr als beigeordneter Richter am New Jersey Supreme Court. Nach dem Tod des Senators Samuel L. Southard rückte Dayton am 2. Juli 1842 in den US-Senat nach. 1845 wurde er wiedergewählt; jedoch endete seine Amtszeit am 3. März 1851, nachdem er bei der Wahl nicht noch einmal seinen Sitz bestätigen konnte.
Bei der Präsidentschaftswahl 1856 wurde er als Kandidat für den Posten des US-Vizepräsidenten für die gerade aufkommende Republikanische Partei aufgestellt; da John C. Frémont die Wahl allerdings gegen James Buchanan verlor, wurde stattdessen John C. Breckinridge Vizepräsident. Nach der Wahlniederlage arbeitete er bis 1861 als Attorney General in New Jersey, was in der Reihenfolge innerhalb der Regierung an vierter Stelle liegt. Danach ernannte ihn Präsident Abraham Lincoln zum Gesandten in Frankreich, was er bis zu seinem Tod 1864 blieb. Dort setzte er erfolgreich die amerikanischen Interessen durch, wie zum Beispiel die Benutzung französischer Häfen. Am 1. Dezember 1864 starb er in Paris, begraben ist er auf dem Riverview-Friedhof in Trenton.

## Familie
Er heiratete Margaret E. Dayton und sie hatten mindestens einen Sohn, William Lewis Dayton, Jr. (1839–1897), welcher ebenfalls in Princeton studierte und unter Präsident Chester A. Arthur von 1882 bis 1885 als Gesandter in den Niederlanden tätig war.